# نگچیچا
نگچیچا (به لاتین: Nieciecza) یک روستا در لهستان است که در گمینا ژابنو واقع شده‌است. نگچیچا ۷۵۰ نفر جمعیت دارد.